# Droupt-Sainte-Marie

Droupt-Sainte-Marie este o comună în departamentul Aube din nord-estul Franței. În 1 ianuarie 2022 avea o populație de 256 de locuitori.